# PROFUNC
PROFUNC, een acroniem voor "PROminente FUNCtionarissen van de communistische partij", was tijdens het hoogtepunt van de Koude Oorlog een geclassificeerd project van de regering van Canada om Canadese cryptocommunisten en vermoedelijke communisten te identificeren en te observeren. Het project was actief van 1950 tot 1983 en had als doel een snelle internering van bekende en vermoedelijke communisten mogelijk te maken in geval van oorlog met de Sovjet-Unie of haar communistische bondgenoten.

## Geschiedenis
Met de Gouzenko-affaire in 1945 in Canada, die een belangrijke rol speelde in het begin van de Koude Oorlog, en de dreiging dat de Koreaanse oorlog zou kunnen uitmonden in een Derde Wereldoorlog, zag de Canadese regering in 1950 de noodzaak van het opstellen van een lijst met potentiële staatsgevaarlijke personen. De Special Branch van de Royal Canadian Mounted Police (RCMP) werd met de uitvoering van dit project belast, en later werd de naam van de organisatie gewijzigd in de RCMP Security Service.
In de jaren vijftig beschikte RCMP-commissaris Stuart Wood over een "PROFUNC-lijst" met ongeveer 16.000 vermoedelijke communisten en 50.000 vermoedelijke sympathisanten van het communisme. Deze lijst bepaalde wie door de Special Branch geobserveerd en mogelijk geïnterneerd zou worden in geval van een crisis, zoals een Derde Wereldoorlog met de Sovjet-Unie en de Volksrepubliek China.
Een arrestatiedocument, formeel bekend als een C-215-formulier, werd opgesteld voor elke potentiële geïnterneerde en werd tot in de jaren tachtig regelmatig bijgewerkt met persoonlijke informatie, waaronder leeftijd, uiterlijk, foto's en informatie over voertuigen. Daarnaast werden ook onduidelijker details genoteerd, zoals mogelijke ontsnappingsroutes vanuit het persoonlijke huis van het individu. Van verschillende prominente Canadezen wordt vermoed dat ze  op de PROFUNC-lijst stonden, waaronder de socialistische wethouder van Winnipeg Jacob Penner, politiek activist Roland Penner en de oprichter van de New Democratic Party of Canada, Tommy Douglas.
Er bestaat een vermoeden dat de PROFUNC-lijst ook werd gebruikt om mensen te selecteren die werd vastgehouden als verdacht lid van het Front de libération du Québec (FLQ) tijdens de oktobercrisis van 1970. Hoewel velen van hen geen banden hadden met de FLQ, werden sommigen onrechtmatig beschuldigd, wat in strijd was met het principe van het vermoeden van onschuld.
De Canadian Penitentiary Service ontving in 1971 een bijgewerkte PROFUNC-lijst van de Royal Canadian Mounted Police om hen op de hoogte te stellen van het potentiële aantal geïnterneerden.
In het begin van de jaren tachtig zorgde de advocaat-generaal van Canada, Bob Kaplan, ervoor dat PROFUNC werd stopgezet door bestuurlijke veranderingen door te voeren die ervoor zorgden dat de RCMP stopte met alles wat ook maar bijdroeg aan belemmeringen voor sommige oudere Canadezen om de grens tussen Canada en de Verenigde Staten over te steken. Kaplan beweerde geen kennis te hebben gehad van PROFUNC toen journalisten hem er in 2010 over informeerden. Hij zei onthutst te zijn door het bestaan ervan en verklaarde: "Ik kan gewoon niet geloven dat er enige overheidsautorisatie achter zat."

## M-Day en internering
Mobilisatiedag (M-Day) werd beschreven als de dag waarop, in geval van een vermeende nationale veiligheidscrisis, individuen op de PROFUNC-lijst gearresteerd zouden worden en overgebracht naar tijdelijke opvangcentra in heel Canada. Vervolgens zouden ze worden overgebracht naar penitentiaire inrichtingen.
De mannen zouden over heel Canada geïnterneerd worden, terwijl de vrouwen in een van de twee faciliteiten op het Niagara-schiereiland of in Kelowna geplaatst zouden worden. Hun kinderen zouden ofwel worden ondergebracht bij familieleden of samen met hun ouders worden geïnterneerd.
Geïnterneerden zouden aan strenge regels onderworpen worden en bij overtreding kon dit leiden tot onbepaalde opsluiting of in extreme gevallen zelfs tot het neerschieten van gevangenen bij een ontsnappingspoging uit de gevangenis.

## Nasleep
Het bestaan van het programma werd onthuld in een nieuwsartikel van 24 januari 2000 door Dean Beeby van The Canadian Press. In oktober 2010 werd het PROFUNC-plan uitvoerig besproken in een televisiedocumentaire van de Canadian Broadcasting Corporation.
Pas in 2010 kwamen sommige Canadezen, hun familie of vrienden, er voor het eerst achter dat ze door de Canadese regering en wetshandhavingsinstanties als potentiële staatsvijanden werden beschouwd.